# Tetiana Jabłońska
Tetiana Jabłońska, ukr. Тетяна Яблонська (ur. 11 lutego?/24 lutego 1917 w Smoleńsku, zm. 17 czerwca 2005 w Kijowie) – ukraińska malarka i wykładowczyni białoruskiego pochodzenia.

## Życiorys
Urodziła się 24 lutego 1917 roku w Smoleńsku. W latach 1935–1941 studiowała w Kijowskim Instytucie Sztuk Pięknych w pracowni Fedira Kryczewskiego. W latach 1944–1952 i 1966–1973 wykładała na macierzystej uczelni.

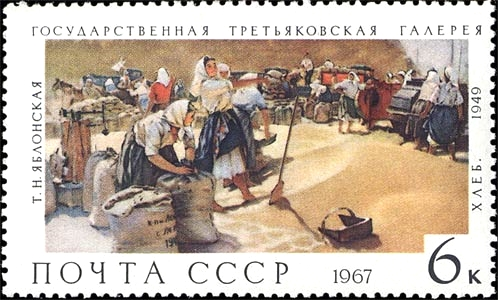
Znaczek radziecki z 1967 roku z reprodukcją obrazu Chleb Tetiany Jabłońskiej

Choć Jabłońska przez większość życia malowała w duchu realizmu, jej technika operowania światłem i kolorem wiele zawdzięczała impresjonizmowi, na przekór socrealistycznej tematyki wielu płócien. Za obraz Chleb, który namalowała w 1949 roku, Jabłońska otrzymała Nagrodę Stalinowską. Socrealistyczne płótno, które przedstawia monumentalne postaci kołchoźnic przy pracy na tle olbrzymich stogów siana, powstało na podstawie setek szkiców narysowanych przez Jabłońską podczas jej pobytu w kołchozie im. Lenina w Łetawie. W 1956 roku obraz wystawiono w pawilonie radzieckim podczas Biennale w Wenecji.
Pod wpływem ukraińskiej sztuki ludowej, w latach 60. XX w. prace Jabłońskiej nabrały dekoratywnego charakteru, a malowane formy uległy uproszczeniu, zaś w warstwie tematycznej pojawiły się motywy ukraińskie. Z czasem powróciła jednak do malarstwa realistycznego. W latach 80., malując portrety i pejzaże, korzystała z przygaszonej, szarej gamy barwnej.
Jabłońska została wyróżniona licznymi nagrodami i wyróżnieniami. W 1998 roku otrzymała Narodową Nagrodę im. Tarasa Szewczenki, a w 2001 roku nadano jej tytuł honorowy Bohatera Ukrainy.
Zmarła 17 czerwca 2005 roku w Kijowie.